# Bahador Zamani
Bahador Zamani (* 9. Dezember 1984 in Teheran) ist ein iranischer Schauspieler, Filmregisseur und -produzent, der besonders als Abbas ibn Ali im iranischen Film Hussein Who Said No bekannt wurde.

## Karriere
Zamani erhielt seine erste Filmrolle im Jahr 2005. Im Independent-Actionfilm Hussein Who Said No spielte er 2008 eine der Hauptrollen.
Er schloss sein Studium mit einem Bachelor in Filmregie ab, seine Beschäftigungen sind von Grafik und Musik über Galeriemanagement bis zum Schreiben hin.

## Filmographie

### Filme
| Jahre | Film                | Regie                  | Produzent              |
| ----- | ------------------- | ---------------------- | ---------------------- |
| 2007  | The eyes of Ismaeil | Kazem Rastgoftar       | Ali Ashtianipour       |
| 2008  | Hussein Who Said No | Ahmad Reza Darvish     | Taghi Aligolizadeh     |
| 2013  | The Facts           | Bahador Zamani         | Bahador Zamani         |
| 2016  | White               | Bahador Zamani         | Mani Sedighi           |
| 2017  | Mirqasem            | Bahador Zamani         | Houman Kabiri          |
| 2018  | Jaane Leili         | Keramat Pourshahsavari | Keramat Pourshahsavari |
| 2018  | Gate                | Alireza Javan          | Ali Fatehi             |

#### Fernsehen
| Jahre | Serie          | Rolle                    | Regie                   |
| ----- | -------------- | ------------------------ | ----------------------- |
| 2015  | Leyla's lonely | The cleric of the mosque | Mohammad Hossein Latifi |
| 2019  | Kargadan       | Puya Sarmadi             | Kiarash Asadizadeh      |